# Історія Азербайджану

Азербайджан.

Азербайджан — означає «земля вогню», від пожеж на поверхні давніх нафтових басейнів. Антична назва Atropatene арабською стала вимовлятися як Азербайджан. Територія сучасного Азербайджану — один з районів найдавнішого розселення людини, яка була заселена ще в епоху палеоліту.

## Давні часи

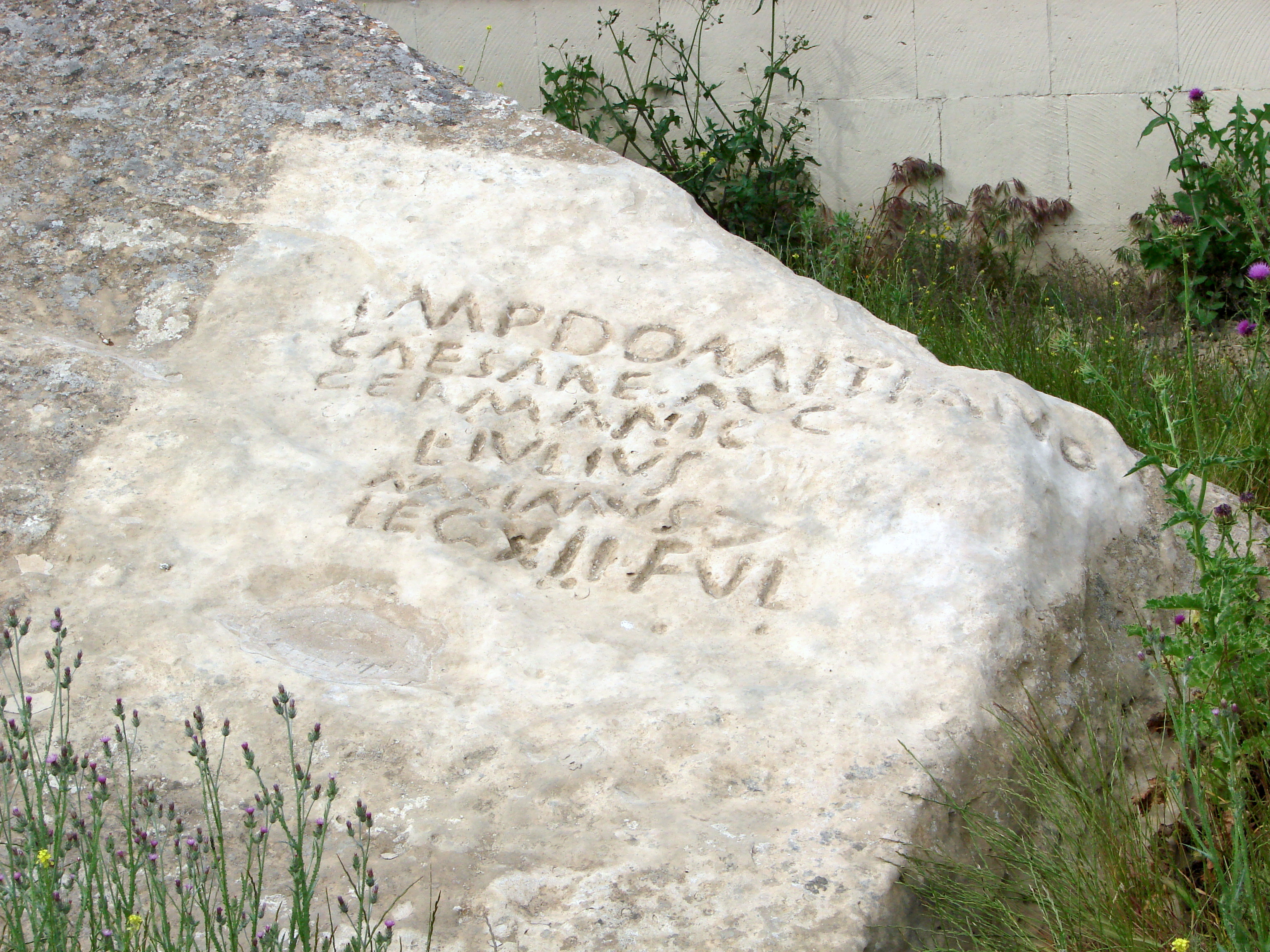
Запис кінця I століття н. е.. про присутність XII Блискавичного легіону.

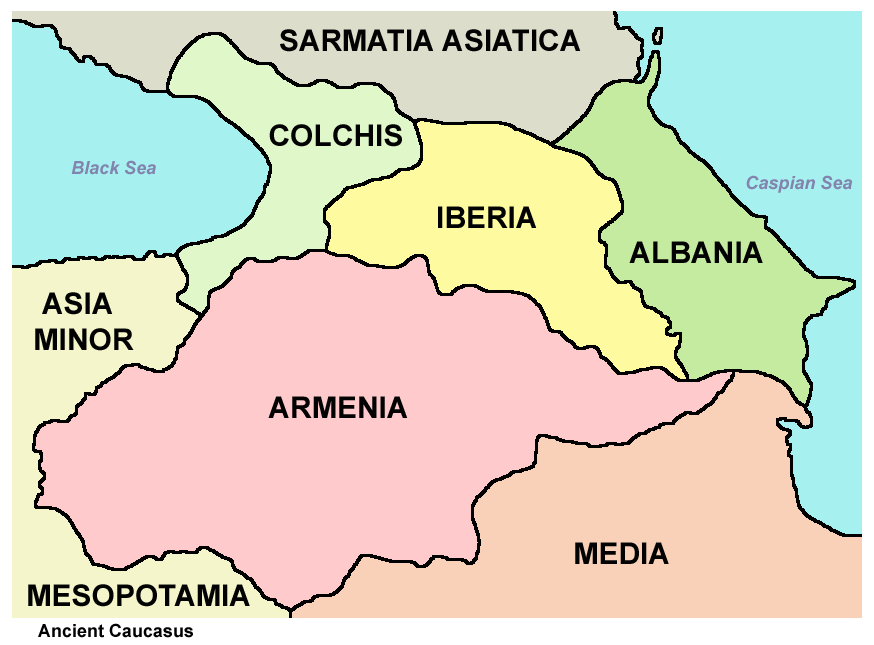

У 7-6 тис. до н. е. в Азербайджані розміщувалися хліборобсько-скотарські поселення. У кінці 4 — на початку 3 тис. до н. е. в Азербайджані склалися передумови для зародження перших класових суспільств, ранньоміської цивілізації і ранніх державних утворень, виникають племінні союзи кутіїв і луллубеїв. У кінці 2 тис. до н. е. відбувається крах і розпад первіснообщинного ладу в найбільш розвинутих областях Азербайджану. Завдяки наявності багатих рудних родовищ у бронзову добу (2-е тис. до н. е.) Азербайджан перетворився в один з центрів древньої металургії. У X-IX ст. до н. е. виникає перше державне утворення в Азербайджані — велике політичне об'єднання Замуа. У другій половині IX ст. до н. е. в приурмійському районі Азербайджану утворюється Маннійське царство.
У 70-х роках VII ст. до н. е. на території Азербайджану виникає Мідійське царство, яке в середині VI ст. до н. е. поступилося місцем перській Ахеменідській державі.
Після завойовницьких походів Олександра Македонського і розподілу його спадщини Мала Мідія (Південний Азербайджан) перейшла під управління його воєначальника Атропата. У 321 р. до н. е. Атропат фактично домігся незалежності своєї держави-Атропатени — від перських і греко-македонських завойовників. За однією з версій, у цей період і виникла сама назва Азербайджан, яка є видозміненою формою від грецького «Атропатена», тобто «країна, що належить Атропату» (пізніше Атрнатакан, Адербайджан).
На території північного Азербайджану на початку останньої третини 1 тис. до н. е. виникла Албанська держава — Кавказька Албанія.
У I-IV ст., коли весь Кавказ був підпорядкований Риму, Албанія залишалася єдиною самостійною державою, політична незалежність якої забезпечила розквіт албанської писемності, мови, літератури. В цей період посилився вплив автокефального албанського католикосу, албанської церкви, яка була незалежна від інших християнських церков і навіть поширювала християнство серед північнокавказьких і тюркомовних народів.

## Середньовіччя

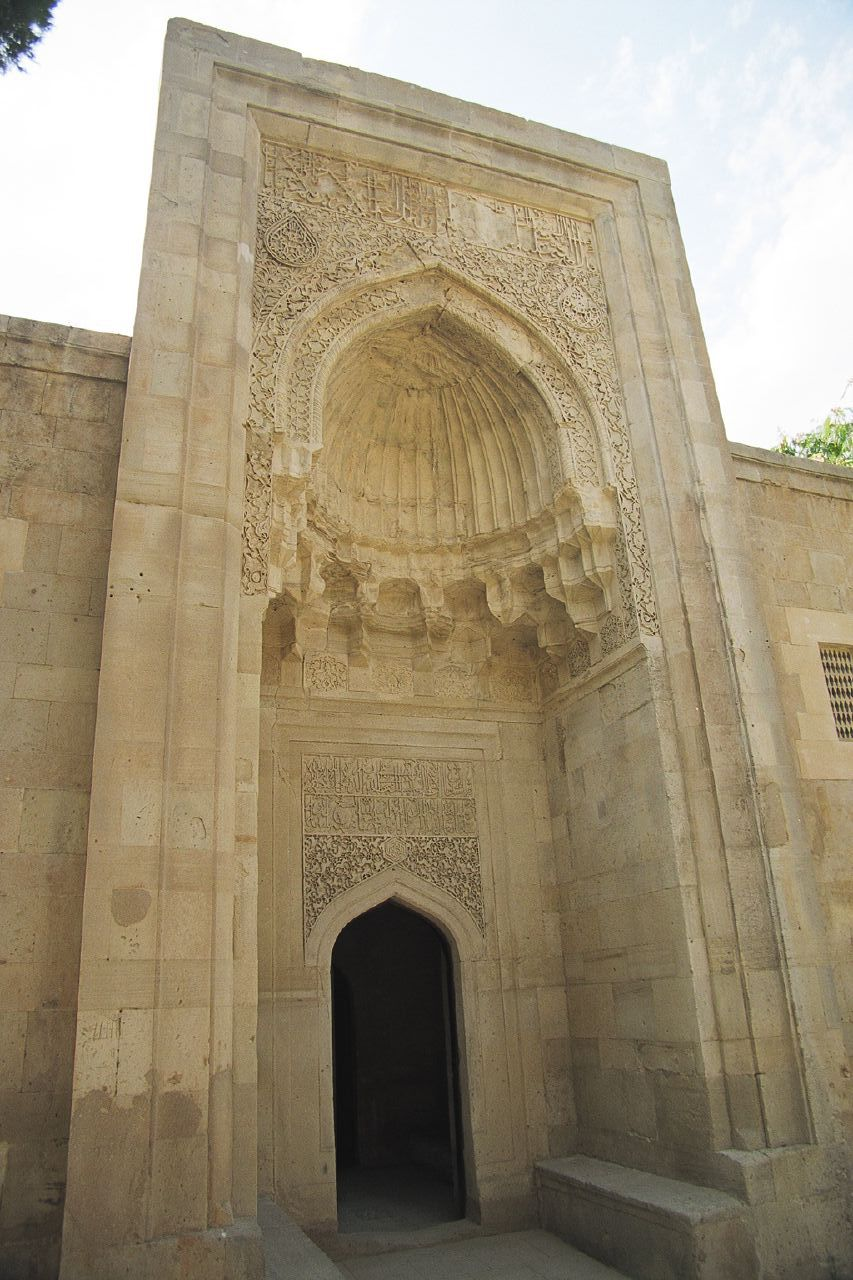
Палац Ширваншахів у Баку, XIV ст..

Попри те, що у VII-VIII ст. у зв'язку з нашестям арабів державна і церковна самостійність Азербайджану була втрачена, повна культурно-ідеологічна та етнічна асиміляція населення країни не відбулася.
Із середини VII і до IX ст. доля більшої частини Азербайджану була пов'язана з Арабським халіфатом. У результаті антихаліфатської боротьби місцевого населення у IX ст. на території Азербайджану виникло кілька нових держав, наймогутнішою з яких була Ширванська зі столицею в Шемасі. Вона проіснувала до XVI ст. і відіграла величезну роль в історії середньовічного Азербайджану. Серед інших азербайджанських держав цього періоду виділялися держави Саджидів, Саларидів, Шаддадитів (зі столицею в Гянджі), Раввадитів (зі столицею в Тебрізі). В кінці XI ст. Азербайджан потрапив у залежність від держави Сельджукидів, що зберігалася до початку XII ст. Упродовж 1136-1225 років в Азербайджані існувала держава атабеків — Ельдегизидів.
В етнічних процесах, що відбувалися на території Азербайджану в IX-XII ст., домінантну роль відігравав тюркський етнос. Мовна тюркизація корінного населення країни у кінцевому результаті призвела до консолідації азербайджанської народності, що завершилася в XI-XII ст. У цей же період мав місце розквіт культури Азербайджану, який подарував світу знаменитих філософів, зодчих, поетів і вчених. Вершиною громадської і культурної думки Азербайджану того періоду стала творчість Нізамі Гянджеві (1141-1209), яка увійшла в золотий фонд світової культури.
Економічний і культурний підйом Азербайджану був перерваний у 20-30-х роках XIII ст. монгольським нашестям. Азербайджанські держави на тривалий період стали васалами монгольської держави Хулагуїдів (1258-1356 рр.). У середині XIV ст. в результаті боротьби місцевого населення проти гніту чужоземців до влади в Азербайджані прийшов місцевий феодал Джалаїр, який, спираючись на азербайджанську знать, створив Джалаїридську державу.
З кінця XIV ст. Азербайджан став об'єктом завойовницьких походів Тімура та ареною його боротьби з Золотою Ордою.
У 1410-1468 рр. і 1468-1501 рр. в Азербайджані правили тюркські династії Кара-Коюнлу і Ак-Коюнлу, за яких Азербайджан набув значної сили. У 1501 році в Азербайджані утворилася держава Сефевидів (по імені правлячої династії) зі столицею в м. Тебризі, яка на початку XVI ст. вперше в азербайджанській історії об'єднала всі землі Азербайджану у склад єдиної азербайджанської держави Сефевидів. Сефевидська держава охоплювала Ширван, Карабах, Нахичивань, Ірак та Іран. Вона формувалася і протягом усього XVI ст. розвивалася як азербайджанська держава, політична влада в якій повністю належала азербайджанській феодальній знаті. З її представників призначалися вищі придворні сановники, воєначальники, правителі областей. Військо складалося з ополчень найбільших азербайджанських племен. Державною мовою держави Сефевидів була азербайджанська.
До кінця XVI ст. столиця держави Сефевидів була перенесена в м. Ісфаган, опорою шахської влади стала перська знать і держава, керована азербайджанською династією, набула іранського характеру. На зламі XVII-XVIII ст. Сефивидська держава переживала політичний і економічний занепад. На початку 30-х років XVIII ст. територія країни перетворилася на арену воєнних дій між Османською імперією й Персією.
У 40-х роках XVIII ст. в результаті ослаблення Іранської держави на території Азербайджану утворилося 16 незалежних, але номінально залежних від Іранського шаха ханств, наймогутнішими з яких були Шекінське, Урмійське, Карабаське, Кубанське, Хойське, Бакинське, Шемахінське, Гянджинське. Посилюється боротьба за контроль над стратегічно важливим регіоном Закавказзя між Османською імперією, Персією і Російською імперією.

## У складі Російської імперії (1813—1917)

Кавказ на Російській карті 1903 року.

На початку XIX ст. наймогутнішою з-поміж згаданих держав була Росія, яка й досягла значних успіхів у своїй завойовницькій політиці в регіоні. Підписаний 12 жовтня 1813 року між Росією та Іраном Гюлістанський мирний договір де-юре визнав анексію Росією ханств Північного Азербайджану, за винятком Нахчиванського та Іраванського, що фактично відбулося у 1800-1806 рр. 10 лютого 1828 року за Туркменчайським мирним договором Іран підтвердив свою відмову від зазіхань на Північний Азербайджан і остаточно визнав його анексію, включаючи Нахчиванське та Іраванське ханства, до складу Росії.
З цього моменту розійшлися історичні шляхи Північного і Південного Азербайджану, які опинилися в складі російської та іранської імперій. Важливо відзначити, що всі вище згадані ханства були анексовані Росією як суто азербайджанські володіння. Вони були азербайджанськими з точки зору переважання на їхній території азербайджанського населення та національної приналежності їхніх феодальних правлячих еліт (хани, володарі великих земельних угідь, духівництво тощо).
Однак наприкінці XIX ст. вірменське населення Нагірного Карабаху чисельно вже переважало над азербайджанським (58 відсотків проти 42). Це було результатом переселенської політики царату, що прагнув утвердитися на Закавказзі і в Малій Азії, спираючись на вірменське населення. Так, за визнанням російського вченого К.Шаврова, тільки з 1828 по 1830 рр. на Закавказзя було переселено 40 тис. перських і 84 тис. османських вірмен, яких «оселили на найкращих корінних землях Єлисаветпольської (Карабах) та Іраванської губерній, де вірменське населення було незначним, і їм було відведено 200 тис. десятин втрачених земель». (К. Н. Шавров «Нова загроза російській справі у Закавказзі: розпродаж Мугані інородцям», СПБ, 1911.). Протягом XIX ст. на Закавказзя були переселені близько 600 тис. вірмен з Османської імперії і Персії.

## Азербайджанська Демократична Республіка (1918—1920)

Прапор Азербайджанської Демократичної Республіки до 9 листопада 1918 року.

Прапор Азербайджанської Демократичної Республіки після 9 листопада 1918 року.

Карта АДР, представлена МЗС АДР на Паризькій мирній конференції (1919).

Після революційних подій 1917 р. в Росії посилилися відцентрові тенденції, склалися передумови для утворення на території національних окраїн колишньої російської імперії незалежних держав. 28 травня 1918 р. на території географічного Азербайджану (східне і південне Закавказзя) була проголошена Азербайджанська Демократична Республіка — перша парламентська демократія на мусульманському Сході, що відіграла історичну роль у відродженні і подальшому розвитку національної самосвідомості і державності азербайджанського народу.
Офіційною доктриною національно-державного розвитку АДР став «азербайджанізм», основними елементами якого стали принципи модернізму, ісламізму і тюркізму, що символізують прагнення азербайджанського народу до прогресу на основі збереження приналежності до ісламської цивілізації і тюркської культурної та етнічної самобутності.
Багатопартійному азербайджанському парламенту і коаліційним урядам за неповні два роки незалежності вдалося здійснити ряд важливих заходів у справі національно-державного будівництва, освіти, створення армії, незалежної фінансової та економічної систем, міжнародного визнання АДР як суб'єкта світового співтовариства націй. 12 січня 1920 року Верховна Рада Паризької (Версальської) конференції визнала незалежність АДР, у столиці якої — м. Баку — на той час вже знаходилися дипломатичні представники 17 країн світу.
Однак на межі 1919-1920 рр. зовнішньополітичне становище АДР значно ускладнилося. Країна опинилася в центрі гострої боротьби між країнами Антанти, Туреччиною, Росією та Персією, кожна з яких переслідувала свої геополітичні цілі в цьому стратегічно важливому і багатому на нафту регіоні. Впроваджувана урядом РРФСР політика невизнання АДР, підтримка цієї політики з боку турецького уряду Ататюрка, який гостро потребував відповідної військової і дипломатичної підтримки Росії, вихід Червоної Армії до кордонів АДР навесні 1920 року, агресія дашнакської Вірменії проти АДР у Карабасі і Зангязурі, терористичні дії вірменських і більшовицької партій проти мирного азербайджанського населення всередині Азербайджану, соціально-економічна криза в країні — всі ці чинники призвели в остаточному підсумку до ослаблення АДР і окупації її столиці Червоною Армією 27-28 квітня 1920 року.

## У складі СРСР (1920—1991)

Прапор Азербайджанської РСР до 1991 року.

Герб Азербайджанської РСР з 1937 до 1992 року.

Телеграмою Штабу кавказького фронту від 1 травня 1920 року командуванню Червоної Армії ставилося завдання далі «оволодіти всією територією Азербайджану в межах колишньої Російської імперії, зовсім не перетинаючи кордонів Персії».
70-річний період перебування у складі СРСР став новим і важливим етапом азербайджанської державності, протягом якого Азербайджанська РСР домоглася значних успіхів у сфері соціального, економічного і культурного розвитку. У той же час в Азербайджані, як і у всьому СРСР, виявилися негативні тенденції в різноманітних сферах національного державного будівництва.
В економічному плані країна стала паливно-сировинним та аграрним придатком радянської економіки. У культурній галузі в результаті подвійної заміни алфавіту — з арабського на латинський і з латинського на кирилицю — був втрачений зв'язок з письмовими джерелами духовної культури азербайджанського народу.
В 1921 році під безпосереднім тиском Сталіна і всупереч акту цесії, що відбувся, з процедурними порушеннями приймає рішення про відторгнення Нагірного Карабаху від Вірменії з умовою сформування на цих вірменських територіях національної автономії з широкими правами у складі Азербайджанської РСР.

## 1988-

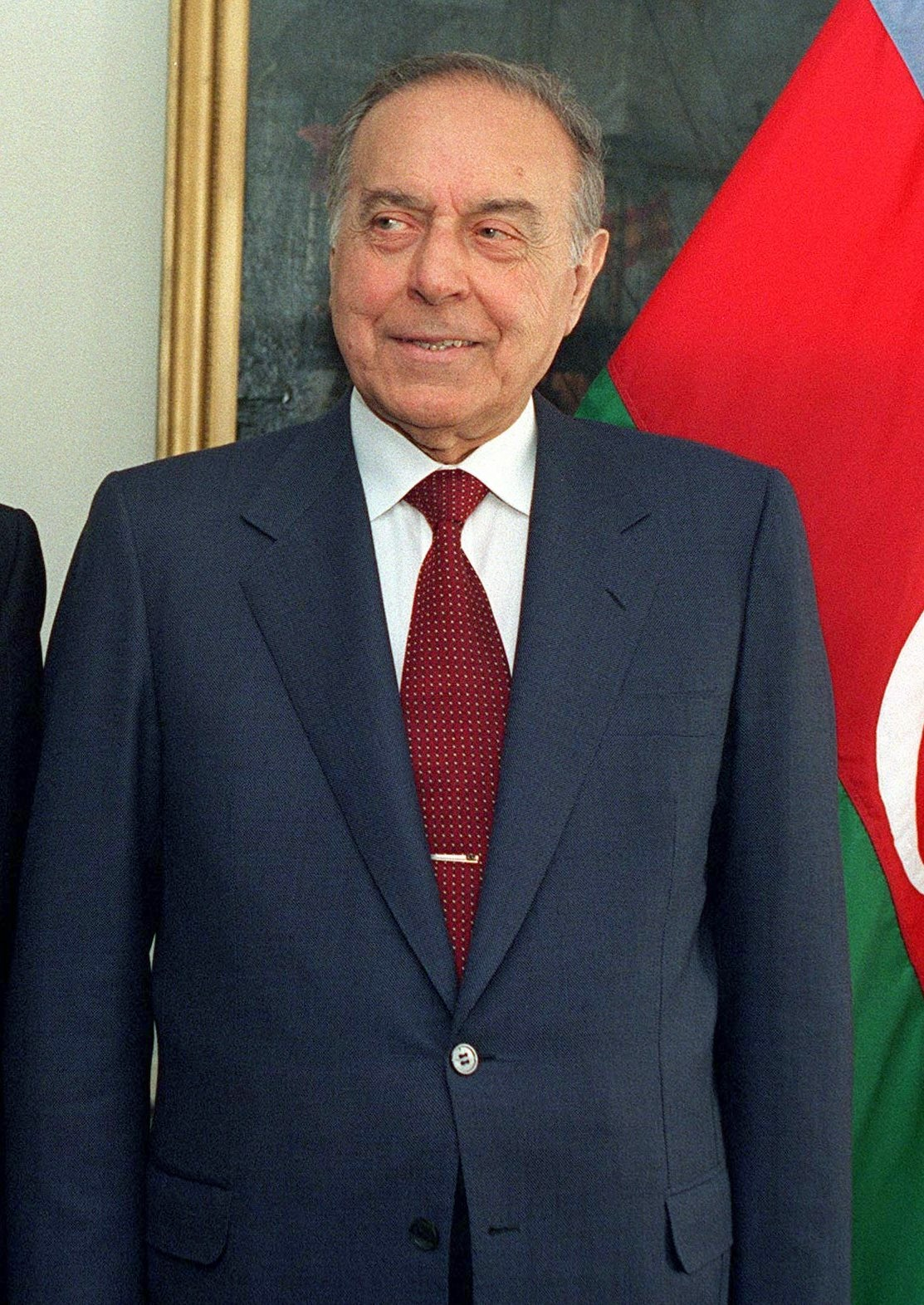
Президент Азербайджану, Гейдар Алієв (1993-2003).

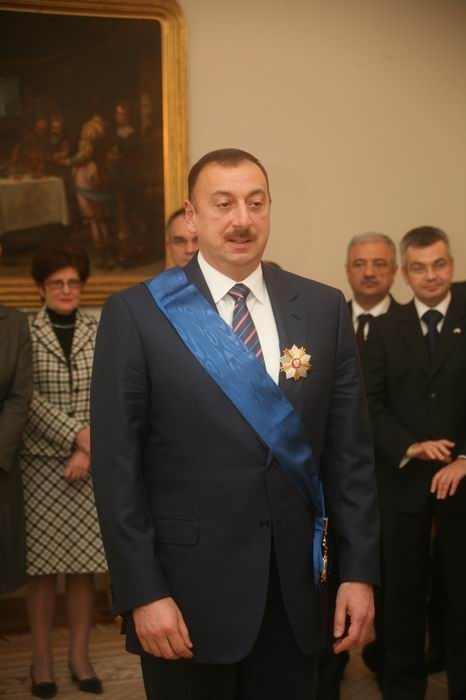
Президент Азербайджану, Ільхам Алієв (2003-).

У 1988-1990 рр. Національно-демократичний рух Азербайджану вів активну боротьбу за відновлення незалежності країни. 20 січня 1990 р. керівництво СРСР на чолі з М. С. Горбачовим жорстоко придушило його, ввівши в Баку частини радянської армії. У країні був введений режим надзвичайного стану, що тривав до середини 1991 р. Попри це, в результаті тривалої боротьби патріотичних сил азербайджанського народу за незалежність 30 серпня 1991 року Верховна Рада Азербайджанської Республіки ухвалила Декларацію «Про відновлення державної незалежності Азербайджанської Республіки».
18 жовтня 1991 року був прийнятий Конституційний Акт про державну незалежність Азербайджанської Республіки, яким були закріплені основи державного, політичного й економічного облаштування незалежного Азербайджану. З цього моменту Азербайджанська Республіка знову, після 71-річної перерви, стала самостійним суб'єктом міжнародного права.
Відповідно до цього Акту, вторгнення 27-28 квітня 1920 року Червоної армії на територію АДР, усунення нею законно обраних органів влади і наступна окупація характеризуються як «агресія проти незалежної азербайджанської держави». Азербайджанська Республіка була проголошена наступницею АДР, що існувала з 28 травня 1918 року по 28 квітня 1920 року. Договір про утворення СРСР від 30 грудня 1922 р. був визнаний недійсним у частині, що стосується Азербайджану.
На референдумі 12 листопада 1995 р. була ухвалена нова Конституція Азербайджанської Республіки, яка офіційно набрала чинності 5 грудня 1995 р. Всі ці події відбувалися на тлі конфлікту між Азербайджаном і Вірменією через Нагірний Карабах, який за радянських часів був перетворений на анклав з переважно вірменським населенням. У лютому 1988 р. на сесії обласної ради Нагірно-Карабаської автономної області (НКАО) Азербайджанської РСР було прийняте рішення про вихід зі складу Азербайджану і «приєднання» до Вірменії. На початок конфлікту в НКАО проживало 186,1 тис. осіб, з них: 138,6 тис. вірмен (73,5 %), 47,5 тис. азербайджанців (25,3 %).
Президент Гейдар Алієв помер 12 грудня 2003 р. Вибори нового президента супроводжувалися багатьма сутичками опозиції з прихильниками сина Алієва Ільхама і були охарактеризовані сторонніми спостерігачами як невільні та несправедливі. Перемогу нарешті здобув Ільхам Алієв, який править країною досить авторитарно.
В останні роки Азербайджан демонструє значні темпи росту ВВП, насамперед завдяки росту цін на нафту і газ, які Азербайджан активно експортує.